# Siège de Lille (1128)
Pour les articles homonymes, voir Siège de Lille.
Le siège de Lille de mai 1128 est mené par le roi de France Louis VI le Gros  pour soutenir son protégé  le seigneur Guillaume Cliton chassé par les révoltes des bourgeois des villes de Flandre.
Guillaume Cliton avait été proclamé Comte de Flandre par les barons et les principaux seigneurs de Flandre réunis à Arras le 23 mars 1127 par Louis VI.  Guillaume avait accordé une Charte communale à Saint-Omer et vraisemblablement également à Lille mais ne respecta pas les garanties accordées,.
Ayant arrêté un de ses serfs sur le forum en  violation des privilèges de la ville qui garantissaient la liberté des participants aux foires pendant leur  durée,  également les jours précédents et suivants, la ville se rebella, chassa le Comte et ses hommes le premier août 1127. 
Guillaume revint quelques jours après assiéger la ville et lui imposa une énorme amende de 1 400 marcs.
Les villes flamandes se révoltèrent contre Guillaume. 
Thierry d’Alsace, compétiteur de Guillaume Cliton, fut accueilli à Lille le 23 avril 1128 avec empressement. 
Thierry d’Alsace fut condamné par contumace par la cour du royaume de France réunie à Arras, excommunié par l’évêque de Reims et la ville de Lille, où il résidait, mise en interdit.
Le siège de mai 1128 dura six jours. Après avoir vainement tenté de forcer les portes et d’escalader les remparts, Louis VI se retira le 21 mai,.